# خشير
خشير (الاسم العلمي: Ecbolium)، جنس نباتات مُزهرة من فصيلة الأقنثية.